# Lolcat

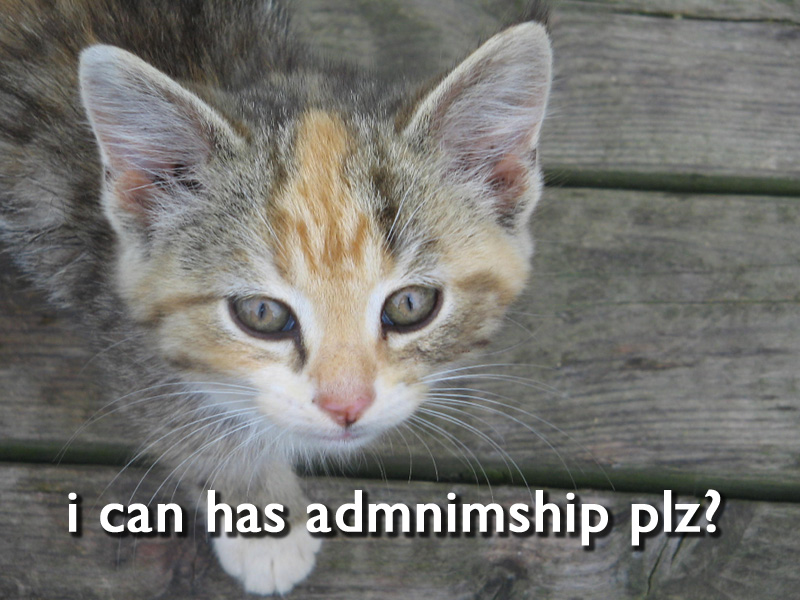
Egy LOLCat kép - "kaphatok rendszergazdai jogokat, kérem?" (angolul hibás helyesírással)

A lolcat (az interneten elterjedt LOL, laughing out loud, azaz „hangos nevetés”, kb. „haha” és az angol cat, azaz „macska” szavakból) elterjedt internetes jelenség. Történeti hátteréhez nem csak a Cuteoverload fémjelezte „cukiság”-őrület tartozik hozzá, hanem az úgynevezett leetspeak is, amit a gémerek/hekkerek jól ismernek, és az instant üzenetküldőkben is megjelent. Ehhez jönnek még ugye a webkultúrában főleg a hekkerszcénából érkező rövidítések legismertebbjei, a LOL, a ROFL, a LMAO, vagy a ROFLMAO, valamint a warezoldalakon elterjedt z-használat, úgyis mint warez, rulez, byez, donez.
Vagy leetspeakesen: „ware2”, vagy akár: „vv4®32”, illetve "1337". 2007-ben ezek a bemenetek adódtak össze és váltak tőlünk nyugatra és távolkeletre népőrületté.

## Formája
A „recept” a következő:
- vegyél egy vicces macskás képet, vágd meg kb. 500 pixel szélesre
- nyisd meg Photoshopban, és Impact vagy Arial Black betűtípussal írj a képre[3]
- lehetőleg rövid, az 1337speaket és az üzenetküldős rövidítéseket tartalmazó mondat legyen, és legyenek benne helyesírási hibák is[3][4] (kb. mintha egy macska írta volna)
- publikáld mindenhol, ahol csak tudod
- tökéletes lolkép nincs (ahogy tökéletes cukimacska sem), és ez így van jól, fő a szándék

## Lásd még
- Internetszleng

## Külső hivatkozások
- Az egyik legismertebb LOLCat weboldal